# إجراء تصحيح الوكعة بالربط
يعد إجراء تصحيح الوكعة بالربط واحدًا من أكثر من 20 عملية جراحية للأورام يتم إجراؤها حاليًّا، وفي حين أن غالبية جراحات الوكعة تنطوي على كسر وتحريك العظام (عمليات قطع العظم)، فإن إجراء تصحيح الوكعة بالربط يعد أحد الأساليب الجراحية القليلة التي تستخدم الأنسجة الرخوة أو أسلوب عدم قطع العظم (عدم كسر العظم) والتي تؤدي إلى التصحيح ذاته، وقد تم وصف أكثر من 130 طريقة جراحية مختلفة لتصحيح حالة واحدة في القدم وهي: تشوه الوكعة.

## الهدف
في الواقع يعد تشوه الوكعة (إبهام القدم الأروح) جزء من مجموعة التشوهات التشريحية للكتلة البارزة (الوكعة)، كالتواء إصبع القدم الكبير إبهام القدم الأروح) والعظم الواقع خلفه (فَحَجُ المشط الأول) والعظم السمِسمَانّي المزاح (الذي يضر بوظيفة المشي المهمة لإصبع القدم الكبير) وهبوط قوس مشط القدم والعديد من التغييرات الثانوية الأخرى والتي لها تأثير الدومينو لفحَجُ المشط الأول، وهكذا، أصبح تصحيح فحَجُ المشط الأول هو الهدف الأساسي لجميع جراحات ورم القدم الملتهب.
تشوه فَحَجُُ المشط الأول
تشوه فَحَجُ المشط الأول هو ميل عظم المشط الأول بعيدًا عن مشط القدم الثاني باتجاه القدم المقابلة (الشكل 1)، وعندما ينحي يبرز رأسه ليشكل نتوء الورم ويوسع مقدمة القدم مما يولد الشعور بضيق الأحذية، وهكذا عندما يصبح ألم الورم غير قابل للسيطرة يستخدم التصحيح الجراحي وهو تضييق مقدمة القدم عن طريق إعادة وضع رأس مشط القدم الأول إلى وضعه الطبيعي ويمكن القيام بذلك عن طريق قطع العظم (كسر العظم)، أو الأنسجة الرخوة (بدون قطع العظم) أو تقنيات الدمج.
ما الذي يسبب تشوه فَحَجُ مشط القدم؟
يميل عظم مشط القدم الأول نحو جانب واحد وذلك لأن الرباط القلنسوي الأنسي مشدود وعندما يصبح ضعيفًا وغير كفء، يفقد مشط القدم الأول دعمه ثم ينتقل تدريجياً من مكانه ليشكل تشوه فَحَجُ مشط القدم الأول.
ما الذي يسبب فشل الأربطة؟
هرمون الأستروجين الأنثوي والوراثة الجينية هما العاملان الأساسيان وراء ضعف الأربطة في ورم القدم الملتهب وقد وجد أن تشوه ورم القدم أكثر شيوعًا في الأشخاص الذين يرتدون الأحذية من خلال دراسة أجريت في هونج كونج وقد زاد في اليابان بسبب تغيير الأحذية إلى النمط الغربي، كما يُعزى ضعف الأربطة المسؤولة إلى الشيخوخة والتنكس والإصابات.

## الطريقة
يعالج إجراء تصحيح الوكعة بالربط على وجه التحديد المشكلتين الأساسيتين لتشوه فَحَجُ المشط الأول الذي يؤدي إلى تشوه ورم القدم الملتهب والتي تتضمن ميل العظم المِشْطِيّ الأول وعدم استقراره، فيقوم إجراء تصحيح الوكعة بالربط بتثبيت عظم المشط الأول المائل بخيوط ربط قوية بينها وبين عظم المشط الثاني (الشكل.2)، ثم يعمل أيضًا على استقراره بشكل فريد عن طريق إنشاء جسر ربط ليفي بين هاتين العظمتين (الشكلين. 3 و4)، ويمكن إعادة ترتيب عظم مشط القدم الأول بسهولة وذلك بحسب تعريف تشوه فَحَجُ المشط الأول يكون مشط القدم الأول مفكوكًا ومتحركًا بشكل غير طبيعي.

## المميزات

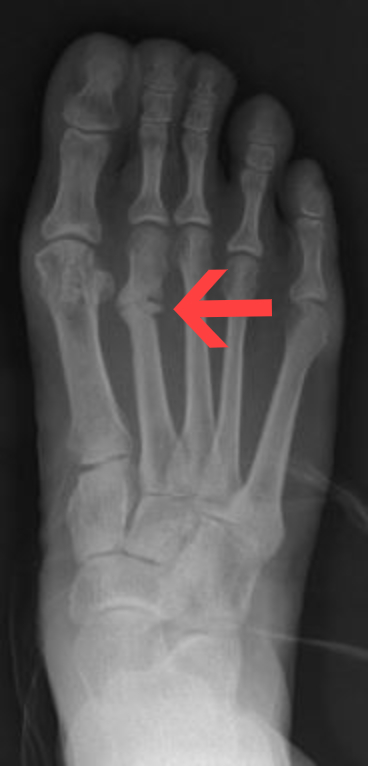
الشكل5: كسر الإجهاد في عظم مشط القدم الثاني.

1. لا يعتمد على كسر العظام (ألم وتورم أقل بعد العملية الجراحية، مضاعفات محتملة أقل، أبسط من الناحية الفنية للجراحين).
2. يمكن تطبيق تقنية واحدة على جميع الحالات تقريبًا.
3. يمكن تصحيح كلا القدمين في نفس الوقت.
4. حمل الوزن الفوري مسموح به وآمن.
5. تتم معالجة مشكلة عدم الاستقرار بشكل خاص لمنع حدوث التكرار.
6. يتم إثبات استعادة الوظيفة من خلال دراسة الضغط الأخمصي.
7. ليست هناك حاجة إلى أدوات جراحية خاصة أو غرسات.
تحذيرات محددة بعد ذلك
1. تقييد المشي بما لا يزيد عن 5000 خطوة في اليوم لمدة ثلاثة أشهر.
2. يُمُنع ممارسة الرياضة أو ارتداء الكعب العالي لمدة ستة أشهر.
المضاعفات المحتملة
1. تلوث الجرح.
2. إصابة الأعصاب الجلدية.
3. قَطْع في خيوط التطويق.
4. تيبس مفصل إصبع القدم الكبير.
5. حدوث كسر إجهاد في المشط الثاني (الشكل 5).
6. الإفراط في التصحيح (الشكل 6).

## التاريخ
نشأت التقنية الجراحية لإجراء تصحيح الوكعة بالربط من إجراء تثبيت العظم بدون كسر العظم الذي تم وصفه لأول مرة بواسطة بوتيري عام1961 ومنذ ذلك الحين تمت دراستها ونقلها بواسطة باجيلا في عام 1971، إيروين في عام 1999 ووو في عام 2007. ويعد المرتبط بحد ذاته بنية تشريحية طبيعية لغرض ربط عظمتين طويلتين متوازيتين جنبًا إلى جنب، مثل عظام القصبة والشظية، وبالتالي فإن تسمية إجراء تصحيح الوكعة بالربط كان يعكس جوهر التقنية المتمثلة في إنشاء آلية «المرتبط» لتوفير الاستقرار الدائم لمشط القدم الأول ولمنع تكرار حدوث التشوه. ويعتبر كل من مفاهيم خيوط ربط العظام وتصحيح الوكعة بالربط فريدًا وثوريًا في عالم جراحة ورم القدم الملتهب الذي تهيمن عليه بشكل كبير تقاليد قطع العظم (كسر العظام).

## خيارات أخرى
1. لتصحيح تشوه الورم الشديد. (الشكل7 )
2. لتصحيح تكرر الحدوث بعد إجراء قطع العظم. (الشكل 8 )
يمكن أن يتكرر حدوث التشوه المتأخر بعد إجراءات قطع العظم (كسر العظام) وذلك لأن جراحات قطع العظم لا تثبت عظم المشط الأول تحديداً.
لتصحيح التكرار بعد إجراء الدمج (شكل 9). تكرر حدوث تشوه فَحَجُ المشط الأول وألم متكرر بعد 6 أشهر من إجراء لابيدوس المعدل ويمكن أيضاً إعادة تصحيحه عن طريق إجراء تصحيح الوكعة بالربط.